# Aesopida sericea
Aesopida sericea är en skalbaggsart som beskrevs av Stefan von Breuning 1950. Aesopida sericea ingår i släktet Aesopida och familjen långhorningar. Inga underarter finns listade i Catalogue of Life.